# 有原圭三
有原 圭三（ありはら けいぞう、1960年（昭和35年）8月3日 - ）は、日本の研究者。北里大学獣医学部（動物資源科学科食品機能安全学研究室）教授として、食品およびペットフードの研究に携わる。
食品・ペットフード向けのペプチド性素材を開発し、2007年（平成19年）に北里大学発のベンチャー企業となる株式会社フード・ペプタイドを設立、同社の代表取締役を兼務する。2023年より、日本食肉科学会会長を務める。

## 略歴
1983年（昭和58年）に東北大学農学部を卒業後、1985年（昭和60年）に東北大学大学院農学研究科博士課程前期を修了した。同1985年に北里大学獣医畜産学部の助手を務めたのち、1989年に東北大学から農学博士を授与される。
1991年（平成3年）からはアメリカ・ウィスコンシン大学食品科学研究所の客員研究員を1993年3月まで務めた。2007年（平成19年）、北里大学獣医学部教授。同年より株式会社フード・ペプタイドの代表取締役（兼務）となる。2008年（平成16年）からはマレーシア国民大学の客員教授を、2014年（平成26年）からはインドネシア・ボゴール農科大学の客員教授を務める。

## 著書
- 『グリケーションの制御とメイラード反応の利用』シーエムシー出版、2020年。ISBN 9784781315645。
- 『機能性ペプチドの開発最前線』シーエムシー出版、2015年。ISBN 9784781310671。
- 『ペットフード・ペット用医薬品の最新動向』シーエムシー出版、2013年。ISBN 9784781308722。
- 『機能性ペプチドの最新応用技術』シーエムシー出版、2009年。ISBN 9784781301471。

## 研究業績
- 研究者データ/有原圭三 - 日本の研究.com (https://research-er.jp/researchers/view/121374)
- ResearchGate - Keizo Arihara (https://www.researchgate.net/profile/Keizo-Arihara-2)
- KAKEN - 有原 圭三 (00175994) (https://nrid.nii.ac.jp/ja/nrid/1000000175994/)

## テレビ出演
- 2019年08月10日　日本テレビ「満天☆青空レストラン」　牧草のみで作る究極の赤身肉の秘密

- 2021年12月17日　ＮHK総合「チコちゃんに叱られる！」　から揚げといえば鶏肉なのはなぜ？

- 2022年10月31日　TBSテレビ「千鳥のかいつまんで教えてほしいんじゃ！」　犬は毎食同じご飯でもなぜ飽きない？
- 2023年11月29日　KSB瀬戸内海放送「News Park KSB」　なぜお肉はおいしい？幸せな気持ちになる理由は？